# 富利镇
富利镇，是中华人民共和国四川省南充市南部县下辖的一个乡镇级行政单位。

## 行政区划
富利镇下辖以下地区：
富利社区、胡家湾村、黄成沟村、九家沟村、李家湾村、道宗庙村、铁佛桥村、坡坡店村、碧龙庵村、大椅湾村、印山坝村、土台山村、冉家沟村、乐逍坝村、大坡上村、张家湾村、董家溪村、长马沟村、龙兴寺村、大树垭村和王家嘴村。